# Jeff Lebo
Jeff Brian Lebo (ur. 5 października 1966 w Carlisle) – amerykański koszykarz, występujący na pozycji rzucającego obrońcy, po zakończeniu kariery zawodniczek trener koszykarski. Obecnie asystent trenera North Carolina Tar Heels.
W 1985 wystąpił w meczu gwiazd amerykańskich szkół średnich McDonald’s All-American oraz zdobył mistrzostwo stanu Pensylwania (klasy 4A).

## Osiągnięcia
Na podstawie, o ile nie zaznaczono inaczej.

### Zawodnicze
NCAA
- Uczestnik rozgrywek:
  - Elite 8 turnieju NCAA (1987, 1988)
  - Sweet 16 turnieju NCAA (1986–1989)
- Mistrz:
  - turnieju konferencji Atlantic Coast (ACC – 1989)
  - sezonu regularnego ACC (1987, 1988)
- Zaliczony do:
  - I składu turnieju ACC (1988, 1989)
  - II składu ACC (1988)

Reprezentacja
- Wicemistrz igrzysk panamerykańskich (1987)[2]

### Trenerskie
- Mistrz:
  - sezonu regularnego konferencji Ohio Valley (OVC – 2001, 2002)
  - turnieju CollegeInsider.com (CIT – 2013)
- Trener roku konferencji Ohio Valley (2000–2002)